# Marmorstein
Der Marmorstein ist eine Felsformation im Taunushauptkamm östlich des Roßkopfs zwischen Bad Homburg und Wehrheim. Um die Felsen herum befand sich von 1928 bis 1994 ein Naturschutzgebiet.

## Beschreibung
Die Felsgruppe des Marmorsteins besteht aus Taunusquarzit und liegt zwischen Herzberg und Saalburgpass in einer Höhe von 444 bis 460 m ü. NHN oberhalb des König-Wilhelms-Weges. Die marmorierte Farbe des Quarzits ist nach Darstellung von Hermin Herr Grund für den Namen. Der Marmorstein ist seit dem 19. Jahrhundert ein beliebtes Ausflugsziel; er lässt sich auch gut mit einer Besteigung des Herzbergturms (Gaststätte) und einem Besuch der Saalburg (Bushaltestelle, Museum, Landgasthof & Parkplätze) verbinden. Nicht weit entfernt liegen die Nymphenquelle am Emesberg und die Jupitersäule.

## Naturschutzgebiet
Das Naturschutzgebiet mit einer Größe von elf Hektar wurde 1928 unter Schutz gestellt. Der Schutz wurde 1994 aufgehoben.